# Melitaea celladdita
Melitaea celladdita är en fjärilsart som beskrevs av Ruggero Verity 1950. Melitaea celladdita ingår i släktet Melitaea och familjen praktfjärilar. Inga underarter finns listade i Catalogue of Life.